# Prascorsano
 Prascorsano  (piemontiul: Prascorsan) Olaszország Piemont régiójának, Torino megyének egy községe.

## Földrajza

Prascorsano község Torino megye térképén

A vele szomszédos települések: Canischio, Cuorgnè, Pertusio, Pratiglione, Rivara, San Colombano Belmonte és Valperga.

## Látványosságok

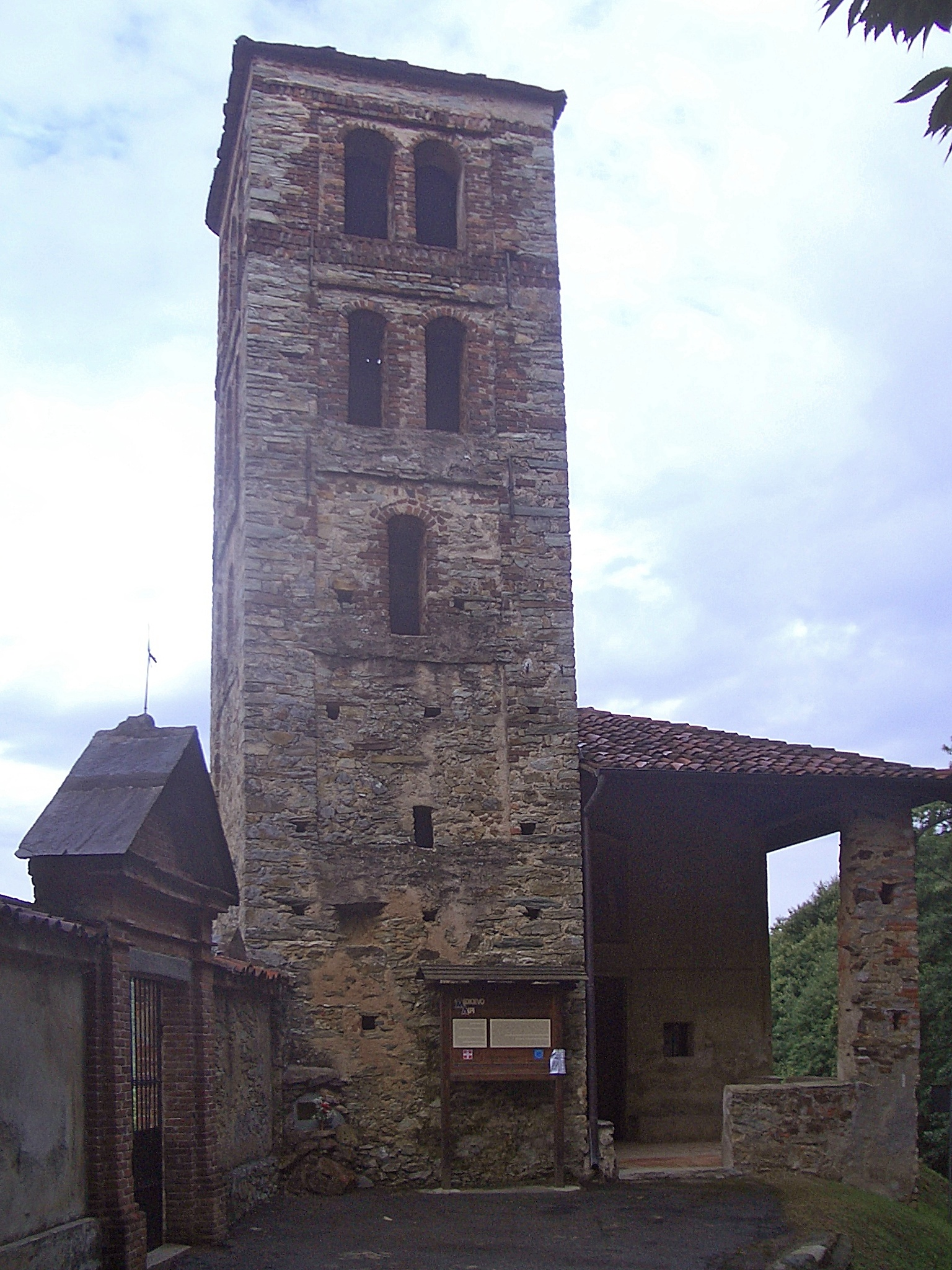
La chiesa cimiteriale del Carmine

- A  Carmine templom (XII.  sz. ): belsejében  XV. és XVI. századi freskók
- A 3 km-re találjuk a Belmonte Szent Hegyet